# Gustaf Hellman
Gustaf Birger Hellman i riksdagen kallad Hellman i Fors, född 15 januari 1859 i Alfshögs församling, Hallands län, död 24 april 1947 i Falkenberg, var en svensk godsägare och riksdagsman.
Hellman var godsägare och senare domänintendent. I riksdagen var han ledamot av andra kammaren 1903–1908 och medlem av lantmannapartiet. Hellman är begravd på Kapellkyrkogården i Falkenberg.